# Croton claussenianus
Pour Croton claussenianus var. hirsutus, Müll.Arg. et pour Croton claussenianus var. tomentellus, Müll.Arg., 1865, voir Croton siderophyllus.
Pour Croton claussenianus var. latifolius, Müll.Arg., 1865, voir Croton velutinus.
Espèce
Croton claussenianus est une espèce de plantes à fleurs du genre Croton et de la famille des Euphorbiaceae, présente au Brésil (Minas Gerais).
Il a pour synonymes :
- Croton pentandrus, Müll.Arg., 1865
- Oxydectes clausseniana, (Baill.) Kuntze